# Великая синагога в Освенциме
Великая синагога в Освенциме — крупнейшая синагога в Освенциме в Польше, которая действовала до Второй мировой войны и была разрушена в ноябре 1939 года.

## История

### Старая синагога
Первое упоминание о синагоге в Освенциме относится к 1588 году. Вероятно, она была построена примерно в том же году. Архивные документы свидетельствуют о том, что горожанин из Освенцима Ян Петрашевский приобрел или продал свою землю местной еврейской общине, чтобы они могли построить свою синагогу и кладбище. Первая синагога, скорее всего, была построена из дерева. Эта деревянная синагога, возможно, была разрушена во время шведского потопа.
На протяжении веков здание дважды разрушалось пожарами. Первый раз это произошло 6 июля 1711 года. После этого пожара была построена каменная синагога. Ещё один пожар повредил здание в 1863 году.

### Великая синагога
Последняя, Великая синагога, была построена в 1873 году после последнего пожара на месте ранее существовавшей синагоги. Между 1899 и 1900 годами она была перестроена архитектором Карлом Корном. Здание получило презентабельный, щедро расписанный фасад с элементами неороманского, неоготического и мавританского стилей. Фасад здания был выдержан в репрезентативном стиле, как и в других синагогах, спроектированных Корном. Синагога была первым зданием в городе, в котором было установлено электрическое освещение; впервые свет был включен в 1925 году.
Храм был разрушен нацистскими солдатами в ночь с 29 на 30 ноября 1939 года. В 1941 году его руины были снесены, а территория использовалась для строительства бомбоубежищ.

### После Второй мировой войны
После войны синагога не была восстановлена. Место, где она стояла, пустовало в течение многих лет. Оно было оставлено как свидетельство происходивших во время войны событий.
В 2004 году на месте Великой синагоги были проведены археологические раскопки. В ходе работ было найдено около 400 предметов, включающих оборудование синагоги, в том числе люстры, медные лампы Нер тамид, фрагменты мебели и украшений, декоративную плитку для пола, мраморные элементы Арон Кодеш, церемониальное блюдо для мытья рук, обугленные фрагменты молитвенников и памятные таблички. Большинство предметов датируется второй половиной XIX века. Находки были переданы в еврейский центр Аушвиц в Освенциме, где артефакты были каталогизированы, инвентаризированы и восстановлены.
Некоторые экспонаты выставлены на постоянной выставке в Еврейском музее Центра.
Спустя почти 80 лет после разрушения синагоги, жители Освенцима решили создать на этом месте Мемориальный парк Великой синагоги в качестве места памяти и размышлений. Проект был инициирован Еврейским центром Аушвиц в Освенциме и осуществлен благодаря сбору средств, в котором приняли участие жители, местные предприниматели, государственные учреждения и потомки освенцимских евреев. Парк был открыт 28 ноября 2019 года.

### История религиозной общины
Начало еврейского поселения в Освенциме официально началось в первой половине XVI века, поэтому до Второй мировой войны общине было более 400 лет. Возможно, что раньше в городе проживали евреи из-за торговых путей и рядом с другими торговыми центрами, но это не подтверждено документами. Первоначально центр еврейской жизни располагался в северной части города, но со временем община переехала и обосновалась в южной части. Район Освенцимского замка и улицы Жидовской (сегодня улица Берка Йоселевича) стал центральным районом еврейской жизни. Согласно исследованию Артура Шиндлера, евреи жили и в других частях города. Начало XX века было периодом процветания еврейской общины и всего города. В городе были очень процветающие фабрики, производящие бумагу, химическую продукцию и другие товары.
В Большой синагоге присутствовали в основном представители прогрессивной еврейской интеллигенции (включая врачей, юристов, предпринимателей и чиновников), а также в ограниченной степени традиционалисты. Синагога, рассчитанная на 2000 мест, была известна как Великая синагога, поскольку выполняла представительские функции для местной еврейской общины. Великолепное здание храма было видно на городском горизонте и символизировало важность еврейской общины. Религиозная жизнь еврейской общины Освенцима сосредоточилась вокруг синагоги. Главными раввинами, проводившими службы в синагоге в 1873—1939 годах, были: Лазарь Мюнц, Шломо Халберстам, Авраам Шнур, Осиас Пинкас Бомбах и его последний сын Элиаш Бомбах.
До Второй мировой войны более половины населения Освенцима составляли евреи. В городе насчитывалось около 20 синагог.

## Архитектура Великой синагоги
Внешний вид синагоги до реконструкции, закончившейся в 1900 году, и интерьер неизвестны, поскольку не сохранилось ни фотографий, ни архитектурных планов. Новый дизайн здания был разработан Карлом Корном в период с 1899 по 1900 год. Дизайн известен по сохранившимся фотографиям начала XX века. Корн был известным польским архитектором из Бельско, который также проектировал синагоги в Бяла и Вадовице.
Кирпичное здание синагоги было возведено в прямоугольном плане. Внутри был вестибюль, из которого можно было попасть в главный молитвенный зал. Он был окружён с трёх сторон галереями для женщин, к которым вели отдельные входы и лестницы. Внутри было 2000 посадочных мест. В начале 20-го века были пристроены пристройки к северу и югу, заполнившие пустое пространство на склоне, на котором была возведена синагога.
Синагога имела представительный, богато украшенный фасад с элементами неороманского, неоготического, мавританского и аркадного стилей. Детали декора — речь идет об украшении синагоги Темпель на улице Миодова в Кракове. Другие источники вдохновения для его архитектурного дизайна можно увидеть в немецкой архитектуре, например, в гамбургской синагоге Альбрехта Розенгартена. Здание было увенчано двумя луковичными куполами.